# 充たされた生活
『充たされた生活』(みたされたせいかつ）は、1962年に公開された羽仁進監督の日本映画である。 
石川達三の同名小説が原作。
第12回ベルリン国際映画祭コンペティション部門で上映された。

## スタッフ
以下のスタッフ名はKINENOTEに従った。
- 監督 - 羽仁進
- 脚色 - 羽仁進、清水邦夫
- 原作 - 石川達三 小説『充たされた生活』
- 製作 - 若槻繁
- 撮影 - 長野重一
- 音楽 - 武満徹
- 録音 - 安田哲男
- 照明 - 三浦礼
- 編集 - 羽仁進

## キャスト

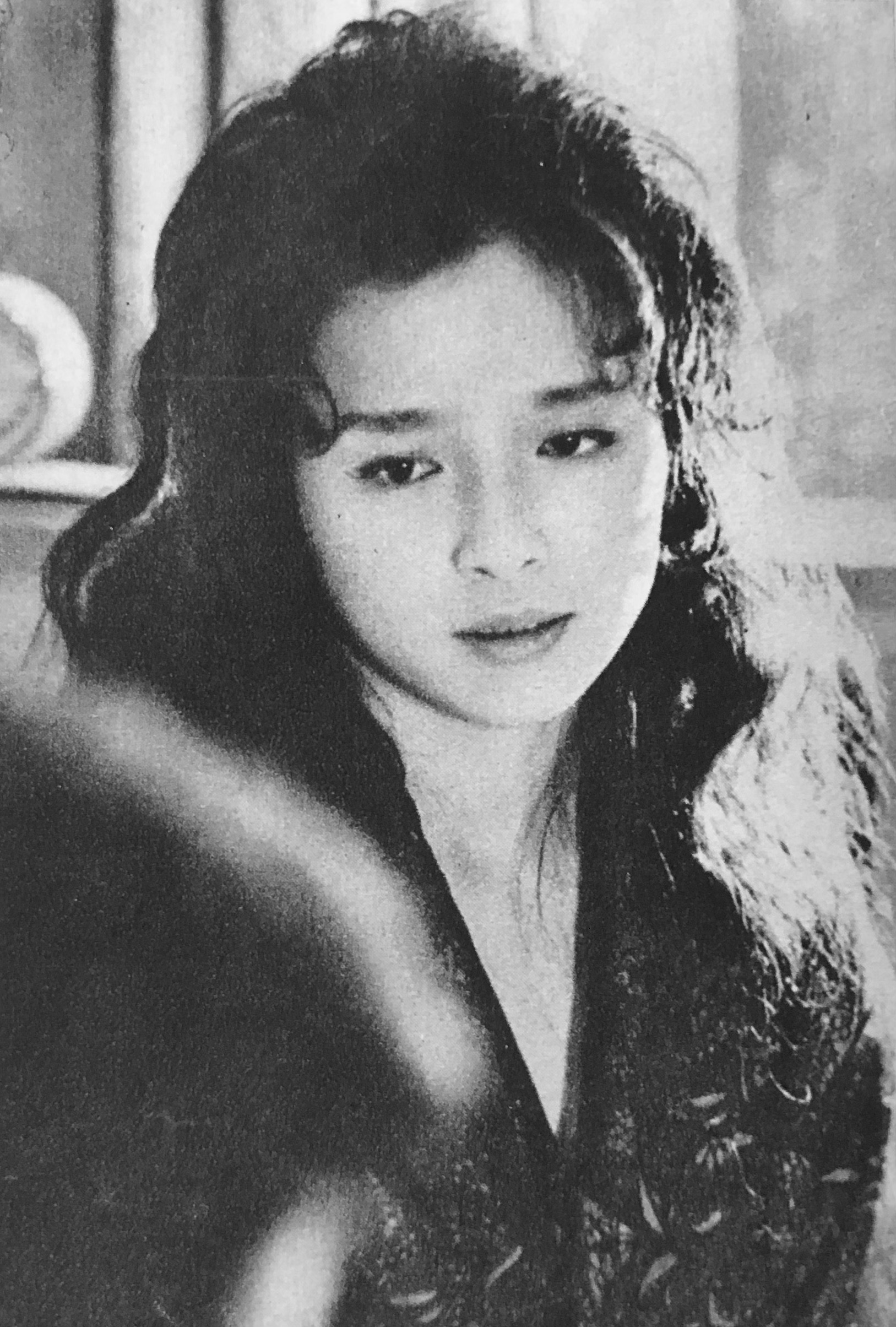
有馬稲子

以下の出演者名と役名はKINENOTEに従った。
- アイ・ジョージ - 吉岡弦一
- 有馬稲子 - 朝倉じゅん子
- 原田甲子郎 - 石黒市太郎
- 大場ゆかり - 里村春美
- 田村高廣 - 宇田貞吉
- 奈良真養 - 白鳥座の老優
- 青野平義 - 奥田理事
- 山本豊三 - 辛島
- 長門美保 - 田辺元子
- 島かおり - モッチン
- 佐々木すみ江 - 森下けい子
- 福田善之 - 木戸ヤン
- 南風洋子 - 石黒の妻
- 水戸光子 - 春美の義母
- 左民子 - 出前持の少女
- 佐山真次 - 宇田の弟